# Distrito Escolar Unificado de Long Beach

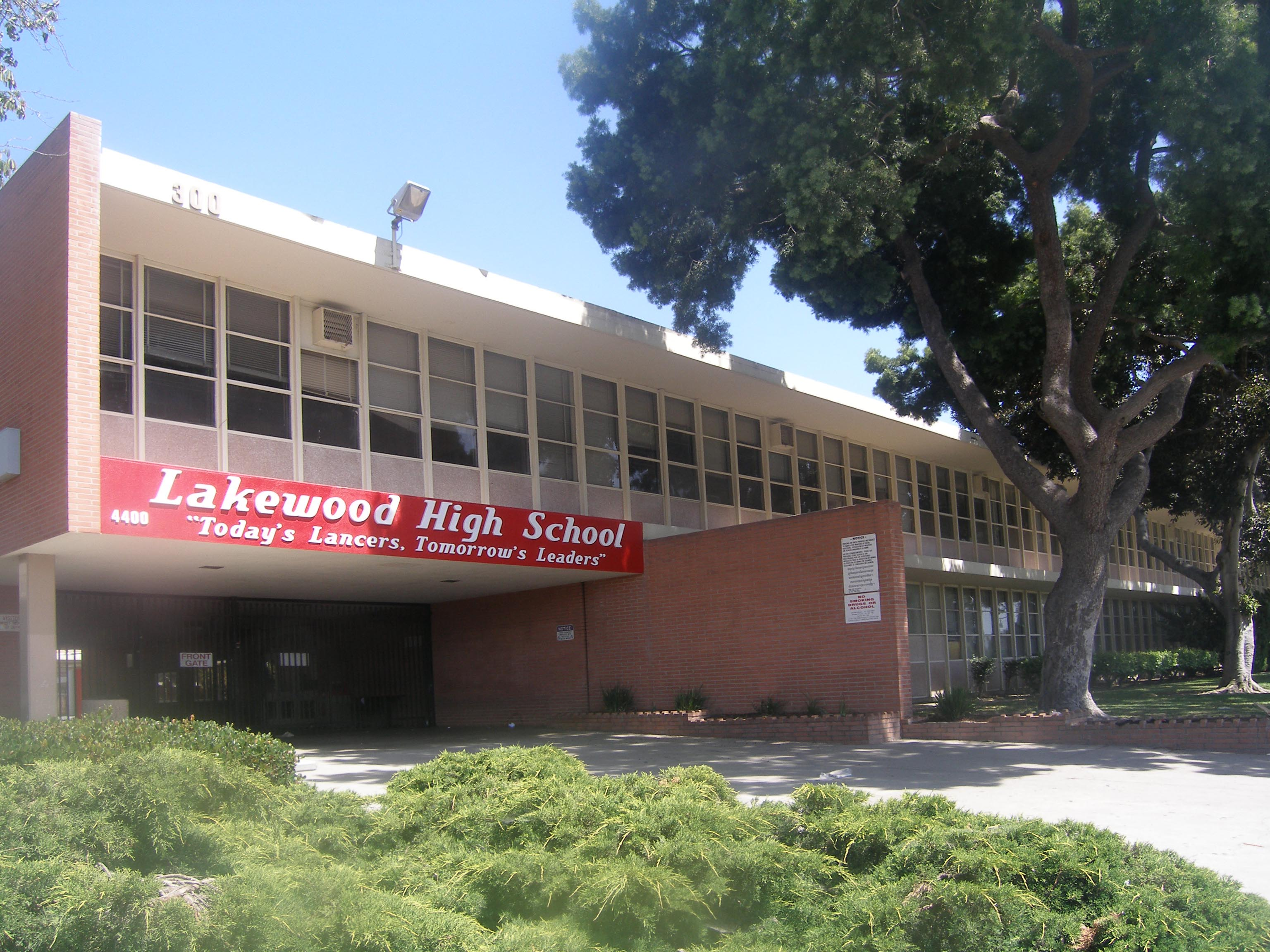
Escuela Superior de Lakewood, California

El Distrito Escolar Unificado de Long Beach (Long Beach Unified School District, LBUSD en inglés) es el distrito escolar en California, Estados Unidos. El distrito gestiona escuelas en Long Beach, Signal Hill, Lakewood, Carson, y Avalon.

## Escuelas

### Escuelas preparatorias
- Cabrillo High School (Long Beach)
- Jordan High School (Long Beach)
- Lakewood High School (Lakewood)
- Long Beach Polytechnic High School (Long Beach)
- Millikan High School (Long Beach)
- Wilson High School (Long Beach)
- California Academy of Mathematics and Science (CAMS)
- Renaissance High School for the Arts
- Educational Partnership High School (EPHS)
- Evening High School
- Reid Continuation High School